# 無責任Hero
《無責任Hero》（無責任ヒーロー），為日本男偶像團體關西傑尼斯8的第9張單曲。非常有關8風格--船到橋頭自然直--的加油歌曲。同時也是2008年10月4日～2008年12月21日日本富士電視台『江川×堀尾のSUPERうるぐす』的節目主題曲。
初回限定A・B的特典為夏季巡迴演上會的最後一站・長野的現場片段（2008年8月30日 長野ビッグハット）。是繼嵐的「truth/風の向こうへ」之後，創下Oricon單日榜即超過10萬張銷售量的紀錄。此紀錄為嵐、KAT-TUN之外，日本唱片史上第3組、單曲榜部分則是第4張的紀錄。獲得Oricon首周第1名。同時也是首次首周突破30萬張的銷售量（更新了本身的首周銷售量紀錄）。 

## 收錄歌曲

### 初回限定盤A
1.無責任ヒーロー 
- 作詞：上中丈弥（THEイナズマ戦隊）；作曲：馬飼野康二；編曲；白井良明
- 日本富士電視台『SUPERうるぐす』節目主題曲（2008年10月 - 12月）

2.ケムリ 
- 作詞：白井裕紀；作曲：宮崎歩；編曲：加藤裕介
- 於春天時的演上會首次發表的歌曲

3.∞o'clock 08 
- 作詞：関ジャニ∞；作曲：TAKESHI；編曲：TAKESHI&久米康隆
- 介紹成員的歌曲

DVD
1.fuka-fuka Love the Earth 
- 作詞：関ジャニ∞＆TAKESHI；作曲：TAKESHI；編曲：船山基紀
- 日本電視台『Touch! eco 2008 明日のために…55の挑戦?スペシャル』主題歌

2.BJ 
- 作詞、作曲、編曲：HIKARI

### 初回限定盤B
1.無責任ヒーロー
2.fuka-fuka Love the Earth 
- 日本電視台『Touch! eco 2008 明日のために…55の挑戦?スペシャル』主題歌

DVD
1.desire 
- 作詞：澀谷昴；作曲：安田章大；編曲：野間康介
- 演唱：澀谷昴、安田章大

2.torn 
- 作詞：白鷺剛；作曲：飯岡隆志；編曲：CHOKKAKU
- 演唱：錦戶亮、大倉忠義

3.ホシイモノハ。 
- 作詞：丸山隆平；作曲：M.com；編曲：龍山一平、大川カズト
- 演唱：丸山隆平、村上信五、橫山裕

### 通常盤
1.無責任ヒーロー
2.道標 
- 作詞：leonn；作曲、編曲：日比野裕史

3.無責任ヒーロー（Original Karaoke）